# Frances O'Connor
Pour les articles homonymes, voir O'Connor.
Frances O'Connor est une actrice et réalisatrice australienne née le 12 juin 1967 à Wantage dans l'Oxfordshire en Angleterre.[réf. souhaitée]

## Biographie
Elle est née d'une mère pianiste et d'un père physicien nucléaire. Sa famille a déménagé à Perth en Australie, lorsqu'elle avait deux ans. Frances O'Connor a fréquenté le Collège de Perth, puis la Western Australian Academy of Performing Arts. Elle a obtenu un baccalauréat en littérature à l'Université de technologie de Curtin en Australie-Occidentale. Frances O'Connor et son compagnon de longue date, Gerald Lepkowski (en), ont un fils, Luka, né en avril 2005.[réf. souhaitée]

## Filmographie

### En tant qu'actrice

#### Cinéma
- 1995 : Bathing Boxes : seconde femme
- 1996 : Best Friends (Love and Other Catastrophes) : Mia
- 1997 : Kiss or Kill : Nikki Davies
- 1997 : Thank God He Met Lizzie (The wedding party) : Jenny
- 1998 : A Little Bit of Soul : Kate Haslett
- 1999 : Mansfield Park : Fanny Price
- 2000 : About Adam : Laura Owens
- 2000 : Endiablé (Bedazzled) : Alison Gardner/Nicole Delarusso
- 2001 : A.I. Intelligence artificielle (A.I. Artificial Intelligence) : Monica Swinton
- 2002 : L'Importance d'être Constant (The Importance of Being Earnest) : Gwendolen Fairfax
- 2002 : Windtalkers : Les Messagers du vent : Rita
- 2003 : Prisonniers du temps (Timeline) : Kate Ericson
- 2004 : Volonté de fer (Iron Jawed Angels) : Lucy Burns
- 2004 : Book of Love d'Alan Brown : Elaine Walker
- 2004 : Piccadilly Jim (en) : Ann Chester
- 2004 : The Lazarus Child : Alison Heywood
- 2005 : Three Dollars (en) : Tanya Harnovey
- 2011 : The Hunter de Daniel Nettheim : Lucy Armstrong
- 2012 : Jayne Mansfield's Car de Billy Bob Thornton : Camilla Bedford
- 2012 : Best Man Down de Ted Koland : Jaime
- 2012 : Little Red Wagon de David Anspaugh : Margaret Craig
- 2013 : La Vérité sur Emanuel (The Truth About Emanuel) de Francesca Gregorini : Janice
- 2014 : Mercy de Peter Cornwell : Rebecca
- 2016 : Conjuring 2 : Le Cas Enfield (The Conjuring 2: The Enfield Poltergeist) de James Wan : Peggy Hodgson

#### Télévision

##### Séries télévisées
- 1993 : Law of the Land : Marissa Green
- 1995 : Halifax (Halifax f.p.) : Frances
- 1996 : Shark Bay : Dr Jane
- 2008 : Cashmere Mafia : Zoe Burden
- 2011 : 2020 : Le Jour de glace (Ice) : Sarah
- 2013 : Vegas : Barbara Kent
- 2013-2014 : Mr Selfridge : Rose Selfridge
- 2014 : Once Upon a Time : Colette, la mère de Belle
- 2014 : The Missing : Emily Hugues, la mère d'Oliver
- 2018 : Troie : La Chute d'une cité : Hécube

##### Téléfilms
- 2000 : Madame Bovary : Emma Bovary
- 2011 : Hallelujah : Ruth Turner

### En tant que réalisatrice
- 2022 : Emily

## Distinctions
- Festival international du film de Stockholm 2022 : Prix de la meilleure réalisation pour Emily